# Tiburtina (métro de Rome)
Tiburtina est une station de la ligne B du métro de Rome. Elle tient son nom de sa localisation sur la via Tiburtina et de sa proximité avec la gare de Rome-Tiburtina.

## Situation sur le réseau
Établie en souterrain, la station Quintiliani est située sur la ligne B du métro de Rome, entre les stations de Quintiliani, en direction de Rebibbia, et Bologna, en direction de Laurentina.

## Histoire
La station de métro a été inaugurée le 8 décembre 1990.

## À proximité
- Les locaux de l'université Sapienza de Rome situés dans le quartier San Lorenzo
- La basilique San Lorenzo fuori le mura